# Мечел
Группа «Ме́чел» (полное наименование — Публичное акционерное общество «Мечел») — горнодобывающая, металлургическая, электрогенерирующая и транспортная компания. Головной офис находится в Москве.
В состав группы входят около 20 промышленных предприятий: производители угля, железной руды, стали, проката, ферросплавов, тепловой и электрической энергии. На протяжении своего существования компания реализовывала продукцию на российском и зарубежных рынках (продукция поставлялась в разное время в Европу, Азию, Северную и Южную Америку и Африку).

## История
Летом 2002 года угольная компания ОАО «Южный Кузбасс» получила контроль (80 %) над компанией ОАО «Мечел» (расшифровывается как «МЕталл ЧЕЛябинска»), которой принадлежал Челябинский металлургический комбинат, и 19 марта 2003 г. объявила о своём слиянии с «Мечелом» в компанию «Стальная группа „Мечел“». В январе 2004 года председателем Совета директоров ОАО «Стальная группа „Мечел“» был избран председатель Совета директоров «Южного Кузбасса» и ОАО «Мечел» Игорь Зюзин. В активы Стальной группы, помимо этих двух компаний, на тот момент входили 70 % акций «Южуралникеля», 75 % акций БМК, около 100 % акций ВМЗ, 100 % ООО «Углемет-Трейдинг», 100 % акций Mechel Zeljezara (Хорватия), 81 % акций Cost и 80 % акций S.C. Industria Sarmei S.A. (обе — Румыния), около 90 % акций «Уральской кузницы», а также 2 финансовых компании, 75 % акций Коршуновского ГОКа и активы в Литве и Казахстане.

### Слияния и поглощения
В 2004 году компания приобрела морской порт Посьет, расположенный на побережье Японского моря. В мае 2004 г. — выиграла аукцион по продаже 26,9 % пакета акций ОАО «Ижсталь», доведя в дальнейшем принадлежащий ей пакет акций завода до контрольного. 25 октября 2004 Стальная группа «Мечел» (пополнившаяся к тому моменту ещё 2 предприятиями в Румынии и Швейцарии, 17 % обыкновенных и 12 % привилегированных акций ММК, но продавшая 2 финансовые компании и актив в Хорватии) провела размещение на Нью-Йоркской бирже около 16 млн американских депозитарных акций, подтверждённых расписками, с тикером MTL, представляющих около 48 млн обыкновенных акций (1 АДР на 3 обыкновенных акции), или 10 % всех акций компании. К этому моменту 81 тыс. обыкновенных акций «Стальной группы» (0,02 % всех акций) уже торговались на Российской торговой системе (РТС) под тикером SGML с июня 2004 г. Через месяц Стальная группа разместила на ММВБ первый выпуск облигаций на 3 года с купоном 10,69 % годовых.
В январе 2005 года Стальная группа победила в аукционе по продаже акций ОАО ХК «Якутуголь» и стала владельцем блокпакета (25 % плюс 1 акция). В этом же году Стальная группа приобрела контрольный пакет акций ОАО «Порт Камбарка» (с. Кама).
19 августа 2005 году компания сменила наименование на ОАО «Мечел». В октябре 2006 года «Мечел» купило контрольный пакет акций ОАО «Московский коксогазовый завод».
В 2007 году «Мечел» приобрело контрольный пакет акций ОАО «Южно-Кузбасская ГРЭС» и ОАО «Кузбассэнергосбыт». Также в состав компании вошёл Братский завод ферросплавов, самое крупное предприятие в Восточной Сибири по производству высокопроцентного ферросилиция. Годовой объём выпуска предприятия — 84 тыс. т в год, что составляет 14 % от общероссийского объёма производства. В мае 2008 года в целях обеспечения этого завода собственным сырьем компания приобрела право на разработку Уватского месторождения кварцитовых руд. Разведанные запасы данного участка составляют около 7 млн тонн, но по сделанным ранее оценкам общие прогнозные ресурсы месторождения могут быть порядка 120 млн тонн. В сентябре компания приобрела морской порт Темрюк, расположенный на Таманском побережье Азовского моря. В следующем месяце «Мечел» выиграл аукцион по приобретению контрольного пакета «Якутугля» (увеличив долю в уставном капитале до 100 % с уже имеющихся 25 % плюс одна акция). Также в состав компании до 2020 г. входило Эльгинское угольное месторождение, в обустройство которого (в том числе строительство собственной 321-километровой железнодорожной ветки) были вложены значительные средства, в основном заёмные.
В апреле 2008 года «Мечел» приобрело компанию Oriel Resources ltd, которая владеет Тихвинским ферросплавным заводом (Ленинградская область), Шевченковским никелевым месторождением (Казахстан) и месторождением хромитовых руд «Восход» (Казахстан). Проектная мощность ЗАО «ТФЗ» — 140 тыс. тонн сплава в год. В сентябре 2008 года на месторождении «Восход» был запущен новый горно-обогатительный комбинат «Мечел-Хром» мощностью около 900 тыс. тонн хромового концентрата в год. В том же году «Мечел» впервые выпустил на РТС свои привилегированные акции MTLRP, через несколько месяцев изъятые из оборота, но возвращённые снова в середине 2011 г.
В 2013 году компания подписала соглашение с турецкой группой Yıldırım о продаже Тихвинского ферросплавного завода и комбината «Восход». В декабре сделка стоимостью 425 млн долларов США была закрыта.
В том же году ОАО «Мечел» договорилось о приобретении 100 % американской угольной компании Bluestone Coal, сумма сделки должна была составить около 4 млрд USD. В начале 2009 года в связи с экономическим кризисом сумма сделки была пересмотрена: «Мечел» должен отдать за покупку 425 млн USD, а также эмитировать в пользу нынешних владельцев Bluestone Coal привилегированные акции (15 % от увеличенного уставного капитала).
В начале декабря 2012 года входящая в состав ОАО «Мечел» структура «Мечел-Транс» приобрела на торгах у Правительства РФ контрольный пакет (55 %) ОАО «Ванинский морской торговый порт» за 15,5 млрд руб.. Через месяц после покупки большую часть акций перепродали консорциуму российских и иностранных инвесторов. Позднее компания приобрела 21,64 % обыкновенных акций порта у En+ за 4,57 млрд руб.. 23 октября 2013 г. «Мечел» продал 21,64 % обыкновенных акций за 5 млрд руб. После сделки у компании осталось 1,4 % обыкновенных акций.

### Критика со стороны государственных органов
24 июля 2008 года на правительственном совещании в Нижнем Новгороде, посвящённом проблемам в металлургической отрасли, руководство компании подверглось резкой критике со стороны Председателя правительства России В. В. Путина, который обвинил компанию в продаже сырья за рубеж по ценам в два раза ниже внутренних (это может быть свидетельством ухода от налогообложения). После заявления Путина капитализация «Мечела» на Нью-Йоркской фондовой бирже рухнула на 37,6 %. Федеральная антимонопольная служба (ФАС) возбудила дело по факту завышения «Мечелом» внутренних цен на коксующийся уголь по сравнению с экспортными.
28 июля В. Путин на заседании президиума правительства по вопросам трансфертного ценообразования вновь подверг критике руководство «Мечела», уточнив, что: «При внутренней цене 4100 руб. продают за границу себе же самим, своим собственным офшорным компаниям, в данном случае — в Швейцарию, по цене 1100 руб., то есть в 4 раза дешевле.»

После этого курс акций компании (в предыдущие дни несколько выросший) вновь обрушился, уже на 33,85 % (итоговое падение составило 60 %). По данным на август 2011 года капитализация компании была всё ещё в два раза ниже, чем в июле 2008 года.
В середине августа 2008 года Федеральная антимонопольная служба признала «Мечел» виновным в нарушении статьи 10 закона «о конкуренции» в связи с завышением цен на коксующийся уголь и, учитывая активное сотрудничество компании с ФАС, назначила относительно невысокий штраф за это нарушение — 5 % от годового оборота холдинга или 790 млн рублей. Помимо этого, холдингу рекомендовано снизить цены на уголь на 15 %.
26 июля 2010 г. В. Путин на совещании по развитию чёрной металлургии в Челябинске выразил сожаление относительно ранее сказанных слов:

«Почему „Мечел“ может выстроить нормальную, корректную работу? Я помню выпад в адрес „Мечела“, могу только сожалеть, что это привело к падению капитализации более чем на 20 %. Хочу поблагодарить Игоря Зюзина — все, о чём говорили, сделал, ведет себя корректно»

### Конфликты с миноритариями
Компания неоднократно вступала в конфликты с миноритарными акционерами, которые обвиняли «Мечел» в ущемлении их прав.
В 2002—2004 гг. Vostok Nafta, Prosperity Capital, Metage Capital и H&Q Fonder обвиняли компанию в занижении цены выкупа их акций при консолидации активов дочерней компании «Южный Кузбасс». Федеральная служба по финансовым рынкам подтвердила нарушение Мечелом прав миноритарных акционеров в части сокрытия необходимой информации. В конечном итоге Мечел был вынужден выкупить акции миноритариев по рыночной цене.
В 2012 году одновременно с претензиями Росприроднадзора к дочерним компаниям «Мечела», миноритарный акционер ОАО «Разрез Томусинский» (входит в тот же «Южный Кузбасс») швейцарская компания Bank Julius Baer and Co. Ltd. обвинила «Разрез Томусинский» в выпуске акций по заниженной цене, нарушении законодательство и прав акционеров. В 2013 году владелец 22,95 % акций ОАО «Разрез Томусинский» компания Saven направила в Арбитражный суд 9 исков на общую сумму более 6 млрд руб. к «Томусинскому», а также ряду дочерних предприятий «Мечела» — «Якутуголь», «Мечел-Майнинг», «Мечел-Сервис», «Мечел-Транс», «Мечел-Энерго». Saven обвиняла ответчиков в выводе прибыли под видом предоставления займов аффилированным с «Мечелом» структурам на заведомо невыгодных для себя условиях — по процентной ставке меньше ставки рефинансирования, установленной Банком России, то есть ниже рыночной и без какого-либо обеспечения. Также в 2013 году претензии дочерней компании «Мечела» ОАО «Уральская кузница» предъявила компания «Арсагера». Во всех этих случаях суды поддержали требования миноритариев.
Впоследствии, при рассмотрении апелляции в марте 2014 года, в иске компании Saven суд отказал.

### Кризис в конце 2013 года
В конце 2013 года акции «Мечел» неожиданно резко подешевели: 13 ноября котировки на бирже упали на 41,35 %, на следующий день акции обесценились ещё на 18 %. Рыночная капитализация упала, с мая 2008 года, с 24 млрд долларов до 830 миллионов, а долги достигли 9,5 миллиарда. Компания начала задерживать выплаты поставщикам и зарплату сотрудникам.
Ряд экспертов[кто?] высказывал мнение, что кризис компании вызван неэффективными поглощениями и крайне рискованной финансовой политикой, фактически доведшей «Мечел» до предбанкротного состояния. Компания была вынуждена вести переговоры с российскими и зарубежными банками-кредиторами. В конце ноября 2013 года компания объявила о заключении соглашения с банками-кредиторами о реструктуризации задолженности и отсрочке погашения кредитов.
Эксперты[кто?] отмечали, что компания не в состоянии обслуживать свои долги, в частности выплаты по корпоративным облигациям. При этом, по мнению аналитиков рынка, банкротство «Мечела» маловероятно, поскольку невыгодно для кредиторов. Основными кредиторами «Мечела» являются Сбербанк, ВТБ и Газпромбанк. На них приходится 60—65 % долга холдинга, ещё 20—25 % — это облигации. Кроме того, отмечается, что компания находится в крайне тяжелом финансовом положении, она также нуждается в масштабной модернизации производственных мощностей.
Ряд обозревателей обращали внимание на плохие отношения «Мечела» с руководством ряда регионов, где расположены предприятия компании, упоминая, в том числе, убернатора Челябинской области Михаила Юревича и руководство Кемеровской области.
В 2014 году «Мечел» намеревался продать часть своих непрофильных активов, а также миноритарную долю в крупнейшем в России Эльгинском угольном месторождении.
В начале 2019 года акции «Мечела» всего за две торговые сессии взлетели в цене более чем на 60 %.

### Санкции
18 мая 2023 года, после российского вторжения на Украину «Мечел-Сталь» была включена в санкционный список Великобритании так как «компания осуществляет деятельность в отраслях, имеющих стратегическое значение для Правительства России».
23 февраля 2024 года компания включена в блокирующий санкционный список США. Власти страны отмечали что «дочерняя компания „Мечела“ предоставила сталь, которая используется в российском ударном вертолете Ка-52».

## Деятельность
«Мечел» — горнодобывающая и металлургическая компания. «Мечел» объединяет предприятия, производящие коксующийся уголь, энергетический уголь, антрациты, PCI, железорудный концентрат, сталь, прокат, ферросплавы, продукцию высоких переделов, тепловую и электрическую энергию. Продукция «Мечела» реализуется на российском и зарубежных рынках.
Деятельность «Мечела» в области горнодобывающей промышленности объединяет производство и реализацию коксующегося и энергетического угля и железной руды. Компания контролирует более 25 % мощностей России по производству коксующегося угля.
Деятельность «Мечела» в металлургической области включает в себя производство и сбыт заготовок и сортового проката из углеродистой и специальной стали, листового проката из углеродистой и нержавеющей стали, в том числе металлической продукции с высокой добавленной стоимостью, включая метизы и штамповки.
Компания имеет собственные источники основных видов сырья: коксующийся уголь и железорудный концентрат.

### Показатели деятельности
В 2012 году «Мечел» произвёл: 11,5 млн т концентрата коксующегося угля (в 2011 — 12,5 млн т, в 2010 году — 11,5 млн т), 5,9 млн т энергетических углей (в 2011 — 6,4 млн т, в 2010 году — 8,1 млн т), 3,5 млн т кокса (в 2011 — 3,4 млн т, в 2010 году — 3,9 млн т). Металлурги компании в 2012 году выпустили: 4,1 млн т чугуна (в 2011 — 3,7 млн т, в 2010 году — 4,2 млн т), 6,5 млн т стали (в 2011 — 6,1 млн т, в 2010 году — 6,1 млн т), 4,8 млн т проката (в 2011 — 4,5 млн т, в 2010 году — 4,5 млн т). Выработка электроэнергии в 2012 году выросла на 9 % до 4272,6 млн кВт⋅ч.
В 2013 году производственные результаты «Мечела» заметно просели. Так, производство чугуна снизилось на 10 %, а стали на 29 % по сравнению с 2012 годом. Резкое снижение производства стали гендиректор «Мечела» Олег Коржов объяснил тем, что в 2013 году группа избавилась от ряда убыточных металлургических активов. Производство угля упало за этот период на 1 %.
Выручка в 2014 году — 247,3 млрд рублей
Выручка в 2015 году — 253,1 млрд рублей
Выручка в 2016 году — 276 млрд рублей
Выручка в 2017 году — 300 млрд рублей
Выручка в 2018 году — 312 млрд рублей
Выручка компании в 2018 году составила 312,6 миллиардов рублей. По этому показателю «Мечел» занял 26 место в списке крупнейших российских компаний, составленном журналом «Forbes».
В 2021 году компания заняла 36 место в рейтинге журнала Forbes «200 крупнейших частных компаний России» с выручкой 265,4 млрд рублей.
В 2022 — 32 место в рейтинге «Самые прибыльные компании России» с чистой прибылью в 82,6 млрд рублей.

### Ключевые инвестиционные проекты
- Универсальный рельсобалочный стан на Челябинском металлургическом комбинате — первое созданное с нуля производство рельсов длиной до 100 метров в России. Стан использует мировые технологии прокатки, закалки, правки, отделки и контроля качества. Мощность стана составляет до 1,1 млн тонн готовой продукции в год. Объём инвестиций в строительство стана составил 715 млн долларов[58].

### Долговая нагрузка
С периода проведенной в 2015 году реструктуризации компания выплатила свыше 200 млрд руб. по кредитным обязательствам, что сопоставимо с 70-75 % от совокупного показателя EBITDA. Ввиду значительных выплат по кредитным обязательствам, капитальные инвестиции и вложения в модернизацию были в значительной степени сокращены, что, в свою очередь, привело к уменьшению добычи, производства стали и, как следствие, ухудшению финансовых результатов.
Согласно реструктуризированному графику платежей, в 2020 году «Мечел» должен был начать выплату тела долга Сбербанку, ВТБ и Газпромбанку и закончить выплаты до 2022. Согласно предложению 2019 года, компания предлагает кредиторам перенести начало выплат с 2020 на 2024 год
По состоянию на июнь 2015 долги «Мечела» составляли около 450 млрд руб., при этом показатель долг/EBITDA превышал 10х.
По состоянию на середину 2019 года общий долг «Мечела» составил порядка 400 млрд рублей, таким образом долговая нагрузка уменьшилась, и была на уровне показателя долг/EBITDA 6х.

### Рейтинговые оценки
- Рейтинговое агентство АКРА в 2022 году присвоило ПАО «Мечел» рейтинговую оценку A(RU) со стабильным прогнозом. Рейтинг ежегодно подтверждается (2023—2024).В 2025 году рейтинг был понижен до A-(RU), а прогноз изменён на негативный[64].

,

## Состав холдинга
Горнодобывающий сегмент: ООО «УК Мечел-Майнинг»
- Угольная компания «Южный Кузбасс» (Междуреченск, Кемеровская область)
- ХК «Якутуголь» (Нерюнгри, Якутия) — с октября 2007 года владеет 100 % пакетом акций
- Коршуновский горно-обогатительный комбинат (Железногорск-Илимский, Иркутская область)
- Московский коксогазовый завод (Видное, Московская область)
- Мечел-Кокс (Челябинск)

Металлургический сегмент: ООО «УК Мечел-Сталь»
- Челябинский металлургический комбинат (Челябинск)
- Белорецкий металлургический комбинат (Белорецк, Республика Башкортостан)
- Ижсталь (Ижевск)
- Уральская кузница (Чебаркуль, Челябинская область)
- Донецкий электрометаллургический завод (Донецк, Украина) — остановлен в конце 2012 г.
- Вяртсильский метизный завод (Сортавала, Республика Карелия)
- Mechel Nemunas (Каунас, Литва)
- Братский завод ферросплавов (Братск, Иркутская область) — с августа 2007 года владеет 100 % акций[65]
- Южно-Уральский никелевый комбинат (Орск, Оренбургская область) — остановлен в конце 2012 г. Выставлен на продажу.
- Каслинский завод архитектурно-художественного литья (Касли, Челябинская область)

Энергетический сегмент: ООО «Мечел-Энерго»
- Южно-Кузбасская ГРЭС (Калтан, Кемеровская область)
- Кузбассэнергосбыт (Кемерово)

Логистический сегмент: ООО «УК Мечел-Транс»
- Мечел-Транс (Москва)
- Мечел-Транс Авто (Челябинск)
- Торговый порт Посьет (пос. Посьет, Приморский край)
- Порт Мечел-Темрюк (Темрюк, Краснодарский край)

Сбыт продукции:
- Мечел-Сервис (Москва)
- Mechel Carbon (Бар, Швейцария)
- Мечел-Материалы (Челябинск)
- Мечел-Энерго (Челябинск)

## Собственники и руководство
- И. В. Зюзин, председатель совета директоров ОАО «Мечел» — 54,34 % (с учётом прямого и косвенного владения)[66].
- Deutsche Bank Trust Company Americas — 33,74 % - депозитарные расписки АДР/ГДР, обращающиеся на Нью-Йоркской бирже[66].
- Прочие акционеры — 11,92 %, в том числе акции в свободном обращении на Московской бирже[66].

11,5 % акций «Мечела» в 2004 году были проданы в ходе IPO на NYSE.

### Менеджмент
- Генеральный директор: Игорь Хафизов[67].
- Старший вице-президент по взаимодействию с государственными органами: Виктор Тригубко.
- Финансовый директор: Нелли Галеева
- Директор по персоналу: Наталья Трубкина.
- Вице-президент по корпоративной безопасности: Валерий Шевердин.
- Генеральный директор «УК Мечел-Майнинг»: Павел Штарк.
- Генеральный директор «УК Мечел-Сталь»: Андрей Пономарев.
- Генеральный директор «УК Мечел-Транс»: Алексей Лебедев.
- Генеральный директор ООО «Мечел-Энерго»: Петр Пашнин.

## Спонсорство
При спонсорской поддержке «Мечела» в разные годы выступали хоккейные клубы «Ижсталь» в Ижевске (Удмуртия) и «Мечел» в Челябинске, хоккейный клуб «Мечел», игравшие в Высшей лиге.
«Мечел» был официальным партнёром женской команды «Динамо-Москва» по волейболу.
«Мечел» долгое время являлся генеральным спонсором сборной России по биатлону. С января 2007 года компания — личный спонсор ряда спортсменов-биатлонистов.
С июля 2007 года «Мечел» стал генеральным спонсором национальной мужской сборной России по баскетболу.
- в июле 2008 года в Москве состоялся международный турнир по баскетболу «Кубок Мечела», в котором приняли участие национальные мужские сборные из России, Сербии, Украины и Латвии.

Компания также была спонсором Российской шахматной федерации.